# Meglen
Meglen (în greacă Μογλενά Moglená, bulgară Мъглен, turcă Caragiova) este o regiune în Grecia, la granița cu Republica Macedonia, la nord de Salonic. 

## Meglenoromânii
În această regiune și în zonele învecinate din Republica Macedonia se află principala comunitate de meglenoromâni, vorbitori ai limbii meglenoromâne.
Prima atestare istorică a românilor (vlahilor) din ținutul Meglen (thema Moglenei), este realizată printr-un document păstrat în arhiva mănăstirii athonite Marea Lavră, datând din anul 1094. Acest document reprezintă răspunsul împăratului Alexios Comnenul referitor la plângerea făcută de călugări privind populația vlahă care ajunsese pe domeniul mănăstirii și nu se supunea dărilor anuale. La sfârșitul sec. XIX, începutul sec. XX, acest document istoric era relevant pentru atestarea meglenoromânilor în spațiul lor de baștină. Vezi aici relatările lui Ioan Nenițescu (1895), George Murnu (1913), meglenoromânii fiind socotiți ca urmași ai vlahilor descendenți din Imperiul Româno-Bulgar. Lingviștii, în schimb, a se vedea Th. Capidan și Tache Papahagi, pe baza analizei limbii vorbite și a apropierii ei de limba română, considerau că strămoșii meglenoromânilor au trăit în continuitate teritorială cu dacoromânii, sau chiar au fost o colonie nord-dunăreană, a se vedea Ovid Densusianu, care au migrat în Meglen abia în sec. XII-XIII, sau chiar mai târziu. Cităm din Capidan: „Pe când istoria ne coboară pe meglenoromâni în ținutul lor în care îi găsim astăzi încă de prin sec. X și XI, lingvistica nu vede posibilitatea coborârii lor în acel ținut decât numai după sec. XII și chiar XIII.” (Capidan, 1925: 65)  
	Documentul istoric este considerat ca relatând despre vlahii din Moglena anteriori venirii meglenoromânilor. Având în vedere importanța acestui document pentru atestarea locuirii vlahilor în ținutul Meglen, chiar dacă etnogeneza meglenoromânilor este controversată, îl repro-ducem în rândurile ce urmează:
	„Domnia mea a fost înștiințată de către cinstita mănăstire a Sfântului Atanasie de la Sfântul munte Athos că niște cumani, care locuiesc în Moglena, se urcă pe înălțimile Puzuchia din preajma lor, aflate în stăpânirea mănăstirii, fac acolo stâne pentru turme și pasc ținuturile acelea fără nici o piedică, refuzând să plătească cuvenita zeciuială pentru animalele lor. Dacă este așa, atunci Domnia mea poruncește încasatorilor de dări din Moglena ca, în lumina hotărârii de față a Domniei mele, să-i silească în toate chipurile să plătească mănăstirii Sfântului Atanasie toată datoria cuvenită din zeciuială sau altă dare, măcar ca până acum și până la hotărârea de față a domniei mele au cutezat să facă altfel; deci să nu le îngăduie sa-i socotească pe vlahii și bulgarii altora drept oamenii lor, ci pe toți aceștia să-i ceară drept parte cuvenită amintitei mănăstiri, după datina statornicită. Dacă nu se vor arăta binevoitori în toate acestea, ci vor încerca din nou să ia ceva în stăpânire sau să scutească de dări pe vlahi sau bulgari, după obiceiul nedrept de până acum, atunci să fie alungați de pe înălțimile luate cu sila, chiar și fără voia lor. Dacă și după aceea vor folosi în chip abuziv accesul înălțimilor sau orice alt lucru dăunător amintitei mănăstiri, împotriva hotărârii Domniei mele, atunci să fie pedepsiți după lege și dreptate. Dar dacă pleacă de pe înălțimi și vlahii aflați în neînțelegere cu amintita mănăstire și le sunt strâmtorate turmele la pășunat și de aceea, de mare nevoie, își pasc turmele pe locuri legiuite ale Moglenei, atunci Domnia mea hotărăște să-și pască cu totul netulburați animalele de orice fel în provincia Moglena, fără să plătească nici o dare și fără să fie supărați, împiedicați sau alungați de către încasatorii de biruri ai provinciei, de militari sau de cumani. Dacă va încerca să facă cineva ceva împotriva hotărârii Domniei mele, oricine ar fi el, va avea mare supărare din partea împărăției. Deci acești vlahi ai mănăstirii Sf. Atanasie, cum am spus, își vor paște turmele pe locuri legiuite ale provinciei Moglena, începând de acuma și pentru totodeauna, fără să fie supărați sau amenințați și fără să li se ceară vreo dare pentru o datorie oarecare. Ba chiar și cele două stâne, adică cea stăpânită de Stan, numită Rimnița, și cea gospodărită de copiii lui Radu cel Șchiop și a lui Peducel, apoi cele deținute de vlahii acestei mănăstiri pe înălțimea obștească de la Cravița, și pe acestea poruncește Domnia mea să le țină tot ei fără să dea nici o dare, și fără vreo amenințare sau supărare din partea cuiva, căci i-a fost acordat acestei mănăstiri ca orice ființă ce ține de dânsa să fie impusă de dânsa cu darea pe stână, cu zeciuială și cu orice impozit cerut după datină de la stânele aflate în amintita înălțime. Deci, cel care are grijă de strângerea dărilor din această provincie a Moglenei în persoana preavenerabilului sebast și hartular chir Theodor Chumnos, în virtutea prezentei decizii a Domniei mele, va preda aceste două stâne către amintita mănăstire a Sf. Atanasie printr-o hotărâre întărită, pentru ca în baza ei să le ocupe vlahii aflați în dependența ei ca pășune pentru animalele lor de tot felul, fără să fie tulburați, jigniți sau îndepărtați, și fără nici un fel de dare, după cum am spus mai sus. Apoi, cum am amintit, dacă există în ținutul Chostiane, dependent de mănăs-tirea Sf. Ioan Prodromul, șerbi în afara mănăstirii, neincluși în decizie, și pe aceștia să-i considere ca scutiți cei care se îngrijesc de încasarea dărilor din provincia Moglena să-i includă printr-o decizie la această mănăstire Prodromul, împreună cu moara aflata în ținutul stânei, spre a stăpâni șerbii lor și moara aflată în ținutul stânei, spre a stăpâni șerbii lor și moara fără nici o piedică și supărare, și fără nici un amestec din partea puterii civile, în locul celor predați acestei mănăstiri Prodromul, să le fie dați alții. Și pentru știință va fi arătat prezentul decret al Domniei mele cancelariilor respective, apoi el va fi încredințat mănăstirii Sf. Atanasie spre păstrare veșnică.” (Brezeanu, Zbuchea, 1997: 107-109)
	După cum se vede pricina plângerilor o reprezenta impozitul pe care trebuiau să-l plătească păstorii vlahi pentru folosirea pășunilor, proprietăți ale mănăstirii. În acest document ne este înfățișat numele ținutului, ocupațiile și starea juridică a terenurilor mănăstirii, precum și obligațiile păstorilor. Ne apar și unele din primele nume românești, de influență slavă și latină, cum sunt Stan, Radu cel Șchiop și Peducel. Bineînțeles că cele două stâne amintite în acest conflict trebuie să fi avut o însemnătate economică foarte mare pentru ca plângerea să fie adresată împăratului bizantin. Cum știm, prin populația unei stâne aromânești, la vremea respectivă, trebuie să înțelegem o fară, o alianță de fălcări, dacă nu un celnicat, un fel de trib alcătuit din familii legate prin interese economice și de rudenie. 

### Începutul cercetărilor științifice privind meglenoromânii
Primii scriitori care au realizat cercetări și au publicat lucrări științifice privind existența meglenoromânilor au fost: I.G. von Hahn, Reise durch die Gebiete des Drin und Wardar, în capitolul „Die Landschaft Moglena”, Wien, 1867; Gustav Weigand, Vlaho-Meglen, eine ethnographisch-philologische Untersuchung, Leipzig, 1892; Nicolae Popilian, Românii din Peninsula Balcanică, București, 1885; Apostol Mărgărit, revista „Convorbiri Literare”, an. VIII, Iași, 1874; Ioan Nenițescu, De la Românii din Turcia Europeană, București, 1895; B. Nicolaides, Les Turcs et la Turquie contemporaine, Paris, 1852; I.C. Jireček, Uber die Wlachen von Moglena, Leipzig&Berlin, 1893; Victor Kančev, Mekedonien, Sofia, 1900; Ovid Densusianu, Histoire de la langue roumaine, vol. I, Paris, 1901; Pericle Papahagi, Românii din Meglen, București, 1900, Meglenoromânii. Studiu etnografico-filologic, vol. I-II, București, 1902; George Murnu, Istoria românilor din Pind. Vlahia Mare (980-1259), București, 1913.  
	Deosebite contribuții au adus mai apoi Th. Capidan, Meglenoromânii, București, vol. I-III, 1925, 1928, 1935; Tache Papahagi, Originea Muloviștenilor și Gopeșenilor, București, 1935; Anastase Hâciu, Aromânii. Comerț, industrie, arte, expansiune, civilizație, Focșani, 1936; Petar Atanasov, Le mégléno-roumain de nos jours. Une approche linguistique, 1990, Meglenoromâna astăzi, București, 2002, și alte studii; I.A. Candrea, Sextil Pușcariu, G. Pascu, Andrei Avram, Nicolae Sara-mandu, Matilda Caragiu-Marioțeanu, Elena Scărlătoiu, B. Conev, Johannes Kramer, Wolfgang Dahmer, Beate Wild, Thede Kahl ș.a. 
Numărul și zona geografică de proveniență
Meglenoromânii (vlașii) provin din ținutul Meglen (denumirea turcească era Caragiova), cu suprafață de 933 km2, deosebit de fertil, situat la granița Greciei cu R. Macedonia, la nord-vest de golful Salonic. Meglenul este mărginit „la răsărit cu Vardarul, la sud cu plaiurile Ianiței și ale Vodenei, la nord cu munții Marianșca, iar la apus cu munții Cosuf și Nigea” (Nenițescu, 1895: 384). Ținutul este format dintr-un complex de înălțimi și văi, cuprinse între munții Paic, Gândaciu și Cojoc. O parte a ținutului, Caragiova bulgărească, era ocupat de 50 de comune locuite de bulgari și iuruci. Partea de nord a ținutului Meglen, cu trei comune Huma, Coinsco și Sirminina, se află astăzi în R. Macedonia, restul de șapte comune, Lugunța-Lundzini  (astăzi Langardia), Birislav (astăzi Periclea), Liumnița (astăzi Skra), Cupa (astăzi Kupa), Oșani (astăzi Arhanghelos), Țărnareca (astăzi Karpi), Barovița și orășelul Nânta (astăzi Notia), fiind în Grecia. S-au vehiculat diferite cifre privind numărul meglenoromânilor: Gustav Weigand (1892: XXVI), 14000; Victor Kančev (1900: 146), 11.960; Ioan Nenițescu (1895: 389), 21700 (în împrejurimi mai notează existența a 4960); Pericle Papahagi (1902: 44), 20000; Theodor Capidan (1925), 14720.
	Dăm în următorul tabel numărul meglenoromânilor indicând anul și satele respective. În majoritatea acestor sate se aflau școli și biserici românești la sfârșitul sec. XIX, începutul sec. XX. 

### Denumirea etnică
Denumirea de meglenoromân reprezintă un nume cărturăresc, adoptat la sfârșitul sec. XIX, reprezentând locuitor de naționalitate română din ținutului Meglen, vorbitor al unui dialect românesc, cunoscut sub numele de „vlaș” (denumire dată de slavi și atribuită vlahilor agricultori), cel de rumân pierzându-se în timp. Ca și aromânii, românii din Meglen își dau numele după localitatea de proveniență: liumnican (din Liumnița), cupineț (din Cupa), ușineț (din Oșani), lundzineț (din Lundzini), năntineț (din Nânta), țărnăcot (Țărnareca), brăzlăveț (din Birislav). Această caracteristică a macedoromânilor de a se numi după localitate, se făcea datorită nevoii de a se distinge de locuitorii altor localități. Cum aflăm de la P. Papahagi (1902: 17), locuitorii din Huma, la 1900, aveau împărțit satul pe mahalale, care-și trăgeau numele, în cele mai multe cazuri, de la întemeietorul lor. Astfel, erau șase mahalale: Maala-lu-Pardu, Maala-lu-Părgic (Părgic ar fi fost întemeietorul cătunului), Maala di-di-supră (primul loc de întemeiere), Maala-lu-Biciac (întemeiată de nântenii conduși de Biciac, care s-au refugiat aici după refuzul de a trece la mahomadanism), Maala-lu-Ristu, Maala-lu-Stepan.       
	Iată ce spunea, la 1925, Th. Capidan despre numele lor etnic: „Ei între ei se numesc «Vlași» și cu acest nume sunt cunoscuți de neamurile cu cari stau în apropiere; numele «Rumon», cu care ar fi trebuit să se cheme, s-a pierdut fără urmă. Se înțelege dar, că noua denumire de Meglenoromâni dată acestor «Vlași», în spre deosebire de Macedoromâni, se întrebuințează numai de către cărturari și servește mai mult ca să arate regiunea în care sunt cuprinse satele locuite de ei. Ei înșiși nu numai că nu cunosc acest nume, dar nu știu nici măcar de numele «meglenit» pe care, iarăș, numai cărturarii îl întrebuințează, în opoziție cu român, aromân și istroromân.” (Capidan, 1925: 5)
	Astăzi, locuitorii din Cerna se consideră meglenoromâni (macedo-români). Ei și-au pierdut numele de vlaș în schimbul denumirii științifice apărute la sfârșitul secolului trecut. Astăzi, în Cerna, s-a încetățenit denumirea științifică de meglenoromân. Cei aflați în Grecia și Macedonia își spun în continuare vlași, necunoscând numele de meglenoromân. 
	Denumirea de meglenit nu s-a utilizat deoarece prin locuitor al ținutului Meglen se putea înțelege și bulgar și iuruc. O mare parte a ținutului era locuit de aceștia, localitățile meglenoromânilor fiind concentrate la vest de Vardar, în trapezul format de Țârnareca-Sirminina și Nânta-Livezi. 

### Teorii privind etnogeneza
I.G. von Hahn a fost cel dintâi care a relatat despre asemănarea dintre limba vorbită de locuitorii vlași ai ținutului Meglen și cea a  daco-românilor carpatici. Mai apoi, primul care s-a ocupat de originea acestora a fost Gustav Weigand, în lucrarea sa, Vlacho-Meglen, din 1892.  
	Ovid Densusianu și Constantin Jireček, plecând de la fizionomiile asiatice (pomeții obrajilor mai accentuați) ale acestora, considerau că megleno-românii provin din amestecul românilor cu pecenegii (așezați în această zonă după înfrângerea lor de către împăratul bizantin Alexios Commenos la anul 1091). De altfel, Ovid Desusianu argumenta că megleno-românii sunt o colonie daco-română pe teritoriul ocupat de macedo-români.
	Gustav Weigand și George Murnu credeau că megleno-românii sunt urmașii Imperiului româno-bulgar, care s-ar fi retras în ținutul Meglen. Weigand îi considera urmași ai bulgaro-valahilor refugiați în ținutul Meglen după lupta de la Câmpia Mierlei (Kosovopolije). Denumirea de megleno-români dată acestei populații, care înainte era trecută în rândurile aromânilor, este preluată după numele ținutului Meglen.
	Teoria lui George Murnu: Românii din Balcani și cei din Pind sunt veniți din nord (Serbia și Bulgaria apuseană). Dacă românii din Pind formează cele trei state românești Vlahia Mare, Vlahia Mică și Vlahia Superioară, românii din Balcani sunt întemeietorii Imperiului româno-bulgar sub dinastia vlahilor Petru și Asan. Căderea imperiului și venirea tătarilor (anul 1241) a dus la migrarea românilor din Balcani și întărirea celor din Pind și Carpați. În Pind ei sunt ascendenții megleno-românilor. „Graiul mijlocitor între aceste amândouă dialecte (daco-român și aromân, n.n.) a fost cel vorbit odinioară de Românii din Hemos și în genere în nordul peninsulei balcanice; acesta nu pare a se fi deosebit de cel dacoromân decât prin elementele împrumutate în decursul vremii de la românismul din Pind. Reprezentantul lui e astăzi așa numitul dialect megleno-român, adică a Românilor din Meglenia, un ținut din apusul Rodopei, în Macedonia.” (Murnu, 1913: 209-210)
	Cauzele părăsirii munților Bulgariei și migrării vlahilor spre sud (munții Pindului, Meglen, Tesalia) și spre nord (peste Dunăre) sunt văzute astfel: „Deci o concentrare a lor în Bulgaria ar fi fost economicește cu neputință, și aceasta cu atât mai mult, că fiind dușmăniți cu bizantinii, românii pierduseră mănoasele câmpii ale Traciei, pe care iernau sutele și miile de turme românești. Ei trebuiau deci să-și caute o nouă patrie, țara făgăduinții lor, și aceasta a fost Dacia Traiană, cu ținuturi mai mult deșerte de locuitori unde era o parte din frații lor și unde interesele economice, politice și naționale le deschideau un câmp întins de acțiune mai mult sau mai puțin liber acum de piedicile din afară, după năvălirea năpraznică a tătarilor (1241), care au curățit această țară de cele din urmă rămășițe de hoarde asiatice. Din acest moment Tracia și Bulgaria, încetul cu încetul, se golește de românii medievali, din care mai târziu nu se pomenesc decât câteva insule în Tracia orientală și în părțile Rodopei. Emigrarea lor a fost deplină până la venirea turcilor. Singurele lor urme sunt astăzi megleno-românii. Istoria lor, începută în Balcani, continuă apoi la poalele Carpaților, unde ei au adus, pe lângă altele, și formele de stat ale țării, în care au trăit odinioară.” (idem: 229-230) 
	Și în alt studiu: vlahii din munții Bulgariei „se revărsau la sud de Balcani până dincolo de Meglenia. Această localitate era astfel locuită și influențată de mulțimea vlahilor, încât colonia de pecenegi, stabilită aci în anul 1091 sub Alexie Comnenul, a fost românizată după cum dovedește tipul mongol, care se vede și astăzi supraviețuind printre așa numiții megleno-români.” (Murnu, 1939: 14) 
	Teoria lui Pericle Papahagi (1902: 7-8): În trecut, românii erau numiți pacinați în loc de valahi și, după toate probabilitățile, a existat o deplasare a lor în ținutul Meglen locuit și până atunci tot de români. „Că românii din Meglenia, la așezarea lor în aceste părți, vor fi găsit frați români, posibilitatea nu este exclusă câtuși de puțin, căci poporul român în aceste timpuri a trebuit să fie întins peste toată Peninsula balcanică.” Meglenoromânii ar fi urmașii ducatului condus de Cruș (Chrys), „care se întindea la părțile meridionale ale Bulgariei de vest și ale Sârbiei de azi.” Capitala acestui regat era Prosac și cuprindea ținutul Prizrenei și al Scopiei, peste Veles, Iștip, Strumița, Meglenia, până la Serres. 
	„Cu stingerea dinastiei Asăneștilor (1257) trebuie, după părerea noastră, să înceapă momentul însemnat, când dezvoltarea limbii române se face la daco-români și macedo-români în mod separat. La daco-români, care adoptaseră în biserică limba slavă, limba se dezvoltă sub exercitarea acestei influențe. Tot același lucru a trebuit să se întâmple și cu megleno-românii. La macedo-români însă, care introduseseră limba greacă în biserică, limba încearcă această influență mai mult sau mai puțin.” (idem: 9) 
	Cel care aduce cele mai bune argumente privind etnogeneza megleno-românilor pe baza studierii dialectelor limbii române este Theodor Capidan. El pleacă de la asemănarea dialectului meglenoromân cu limba română vorbită în nordul Dunării, afirmând că este sigur că megleno-românii au stat o lungă perioadă în munții Rodopi (datorită asemănării dialectului meglenit cu limba vorbită de bulgarii din Rodopi) înainte de a se muta în ținutul Meglen. Theodor Capidan ajungea la concluzia că, în timpul formării limbii române, putem vorbi de o unitate etnică românească, situată atât în nordul cât și în sudul Dunării. Limba română stă la baza formării dialectelor românești din Peninsula Balcanică. În același timp, influența albaneză în limba română arată faptul că străromânii au trăit  într-un spațiu învecinat cu poporul albanez. Curios ar fi faptul că împrumuturile vechi din limba albaneză nu se regăsesc în cele două dialecte (aromân și meglenoromân), ceea ce însemna că ori albanezii au avut o patrie primitivă situată mai la nord, ori că populațiile românești au stat o perioadă în munții Bulgariei. (Capidan, 1925: 56)
	Dar să vedem pe larg argumentele filologului Th. Capidan, exprimate în mai multe lucrări, scrise pe parcursul a 20 de ani:
	„Resturile de români transdanubieni din Peninsula Balcanică s-au păstrat astăzi în cele două populațiuni, dintre care unii veniți mai de timpuriu din părțile nordice și cunoscuți sub numele de aromâni, iar ceilalți coborâți cu câteva secole mai târziu și așezați în apropierea regiunii Meglen, de unde își trag numele: megleno-români. Pentru cei dintâi istoria ne vorbește încă din sec. X; pentru cei din urmă nu avem nici o mărturie istorică mai veche decât începutul jumătății veacului trecut. Este drept că despre Meglen și Megleniți se vorbește încă de prin sec. al XI-lea, când după căderea imperiului bulgar în stăpânirea bizantinilor, sub Vasile al II-lea Bulgaroctonul, se pomenește și despre un șef al acestora Iliță (Çëßôóáň o Ü÷ůí ĚďăëÝíůí), despre un centru al Megleniților ’Ĺíůôéá, Nânta de astăzi locuită de megleno-românii trecuți la islamism, dar, ori cât de mare asemănare ar fi, ca chestiune de derivațiune, între numele Iliță și între acela al celnicului aromân din sec. XI Niculiță, care, de voie de nevoie, a trebuit să se pună în fruntea răscoalei aromânilor din Pind și Tesalia (1065), pe atunci megleno-românii încă nu erau coborâți în această regiune și, prin urmare, nu putea fi vorba despre ei, după cum nici mai târziu nu se pomenește nimic despre existența lor. Dacă și uni și alții se deosebesc de românii din Dacia Traiană prin grai, aproape aceeași deosebire există și între ei, cu toate că distanța în spațiu, ce desparte pe cei dintâi este incomparabil mai mare decât aceea care există între aromâni și megleno-români.” (Capidan, 1924: 92-94)
	Pe baza împrumuturilor de cuvinte dintre limba albaneză veche și dialectul daco-român, dar care lipsesc din dialectele aromân și megleno-român, Capidan concluziona că „românii din Meglen, așa cum se dovedesc astăzi din dialectul lor, întru început făceau parte din ramura sudică a românismului balcano-carpatic și apropierea lor mai pronunțată în grai cu daco-românii se explică mai mult dintr-o conviețuire de câteva secole cu aceștia, după ce în sec. VII sau VIII, se desprinsese prima parte din românii sudici, luând calea spre regiunile unde îi găsim mai târziu” (idem: 103-104) și „coborârea acestor români în Epir și Tesalia, după cum rezultă din raporturile de limbă albano-române și slavo-române, apare mult mai probabilă că s-ar fi făcut prin Bulgaria, pe acolo pe unde, mai târziu, s-au coborât și meglenoromânii” (idem: 117). În 1932 își completa teoria: „Începând din sec. X, când aromânii apar în istorie, până în sec. XIII, când se pomenesc primele lor alcătuiri politice în Tesalia și Epir, nu poate fi vorba despre megleno-români ca despre o populație aparte despărțită de aromâni. Pe atunci ei erau încă mai mult aromâni; fiind însă la miazănoapte, ei erau cei mai apropiați de daco-români. Întreruperea contactului dintre românii din stânga și din dreapta Dunării s-a făcut în mare parte prin străbunii megleno-românilor. Urmele din graiul lor, care le apropie limba de dialectul daco-român, dar care lipsesc în dialectul aromân, vorbesc îndeajuns pentru un contact mai îndelungat între megleno-români și daco-români.” (Capidan, 1932: 9)
	Această schimbare de teorie a lui Capidan nu a fost sesizată de autorii care s-au ocupat ulterior de originea megleno-românilor, așa cum susține Nicolae Saramandu (1993: 154): „în prezentările consacrate megleno-românei a fost preluat punctul de vedere exprimat de Th. Capidan în 1925 (în Meglenoromânii, I), pe care autorul l-a abandonat în 1932 (în Aromânii). Și mai departe, N. Saramandu spunea: „Având în vedere deosebirile de grai dintre localitățile situate în apropiere, într-un teritoriu nu prea întins, considerăm întemeiată presupunerea lui G. Weigand că megleno-românii au venit în Meglen treptat, la date diferite: «Este chiar probabil că întreaga masă a vlahilor care trăiesc acum acolo [= în ținutul Caragiovei] s-a strâns la un loc treptat. Satele complet izolate din partea de vest ar fi cele mai vechi, după care au urmat sate din partea de est» (Weigand, 1892: 55) Adăugăm că această «masă a vlahilor» s-a așezat în Meglen venind nu dinspre est (nord-est) (regiunea munților Rodope), cum a susținut, la un moment dat, Th. Capidan, ci dinspre vest (nord-vest).” (idem: 155)
	Disputa asupra faptului dacă megleno-româna era dialect sau subdialect a adus, în principal, două teorii, una în care Capidan susținea că megleno-româna este unul din cele patru dialecte, alta în care Densusianu o considera subdialect. Cum normele de fixare a noțiunii de dialect și subdialect nu erau clar stabilite, chestiunea a rămas, chiar până astăzi, în suspensie. Densusianu spunea că normele respective trebuiau să se bazeze ori pe consecvență în interpretarea fenomenelor lingvistice, ori pe caracteristicile zonale și lingvistice. „Noțiunile de dialect și subdialect pot fi înțelese în diferite chipuri, după cum ținem seamă de condițiunile speciale în care se prezintă un teritoriu lingvistic.” (Densusianu, 1925: 304) Ca exemplu Densusianu dădea cazul albanezei unde dialectul tosc prezintă fenomenul rotacismului, pe când cel gheg nu.  „Raportându-ne la limba română și ținând samă de aceeași particularitate fonetică, nu mai suntem totuși îndreptățiți să ne oprim la același termen ca pentru albanesă: ce apare acolo ca dialect în limba noastră se înfățișează ca subdialect. Rotacismul e, într-adevăr, la noi o particularitate care la un moment dat a despărțit daco-româna în două și deoarece aceasta se prezenta ca un dialect față de celălalt, aromâna, teritoriul ei caracterizat prin rotacism apărea a un subdialect. Dacă rotacismul s-ar fi păstrat în daco-română astfel cum era în secolul al XVI-lea sau dacă s-ar fi întâmplat să câștige în extensiune, astăzi de sigur că ar fi trebuit să distingem între hotarele ei, di acest punct de vedere, un subdialect, cel cu rotacism. Condițiuni de repartizare lingvistică deosebite fac deci să varieze întrebuințarea termenilor de dialect și subdialect, chiar atunci când punctul de vedere de la care plecăm e același. Evoluțiile lingvistice ne duc însă și spre altă constatare: un subdialect poate deveni dialect. E casul istro-românei. Desprinsă, ca subdialect din regiunea daco-română cu rotacism, ea a ajuns să fie un dialect prin desvoltarea specială pe care a urmat-o mai târziu, prin adausul de particularități care-i dau o fisionomie aparte.” (idem: 364) Iar mai departe, Densusianu spunea: „Aplicând aceste observațiuni la meglenită se explică în de ajuns, cred, pentru ce am considerat-o ca un subdialect: derivând-o din daco-română și deoarece nu și-a însușit de acolo o particularitate așa de caracteristică cum este rotacismul, mi s-a părut că ea nu poate fi privită ca un dialect, cum este istro-româna, ci ca o ramificare subdialectală din daco-română. Dacă alături de termenul «dialect» poate fi admis acela de «subdialect» - și ei sunt întrebuințați alteori chiar de Capidan - trebuia arătat atunci de ce acesta din urmă ar fi exclus pentru meglenită. Din argumentarea d-sale lipsește însă tocmai precisarea acestei distincțiuni în dialectologia noastră. 
	Părerea lui Capidan despre meglenită ca dialect e dedusă din aceea care formează ideea centrală a studiului său, anume că meglenita nu poate fi un grai nord-dunărean transplantat la sud, desprins deci din daco-română.” (idem: 365)
	Chestiunea și critica lui Densusianu este interesantă pentru a fi urmărită în continuare. Considerațiile lui Densusianu pe care Capidan trebuia să le aibă în vedere erau: 
	1. Populația la care se referea Capidan, din „partea meridională a teritoriului vechi din spre Dunăre”, la presiunea slavă s-a coborât spre Tesalia, dar această strămutare „se explică prin faptul că din preajma Dunărei populația românească ajunsese să simtă presiunea slavă și era silită să se coboare spre sud. Capidan pierde din vedere aceasta și de aici rezultă că, deși se referă la urmările năvălirei slave, lasă ca posibilă păstrarea lângă Dunăre a unui element destul de numeros care avea să dea naștere megleniților, pe când despre o altă parte a populației românești dela sud spune că a trebuit să-și schimbe locuințele, înaintând spre miazăzi. Nu reiese rațiunea acestei distincțiuni și se vede că numai dintr-o idee preconcepută e astfel presentată situația elementului românesc sud-dunărean prin secolul al IX-lea. Trebuia să ni se explice pentru ce acei români care aveau să devie megleniții nu au urmat același drum ca și ceilalți, de ce adică nu s-au coborât dela Dunăre spre sud, pentru ca să se amestece cu aromânii. Nu putem înțelege cum, în împrejurările de atunci și găsindu-se în fața aceluiași element strein ce-și afirma expan-siunea, strămoșii megleniților trăind alături de aromâni și vorbind un grai foarte asemănător, cum admite Capidan, nu ar fi fost atrași de aceștia din urmă și împreună să coboare spre sud” (idem: 366)
	2. „O considerațiune de care Capidan trebuia să ție iarăși samă e ocupațiunea primitivă a megleniților. Dacă ei erau păstori - și numai astfel ni-i putem închipui - cum puteau oare rămânea isolați prin locurile care li le atribue, despărțiți de aromânii coborâți spre sud? Identitatea de ocupațiune și mișcările acestora spre miazăzi în chip firesc trebuiau să-i ducă și pe ei în aceeași direcțiune, să facă să se continue comunitatea lor de vieață. E o logică a realităților pe care nu trebue să o trecem cu vederea în problemele filologice.” (idem: 367)   
	3. Capidan credea că megleno-românii au stat lângă Dunăre, după separarea de aromâni încă patru veacuri, îndreptându-se spre sud prin sec. XII-XIII. „În casul acesta rămâne surprinzător că nu avem nici o mărturie despre petrecerea lor prin acele părți până așa târziu.” (idem: 367) Particularitățile fonetice dintre megleno-română și dialectul bulgar Ahârcelebi, pe care le semnala Capidan, puteau fi doar întâmplătoare, spunea Densusianu. 
	4. Teoria amestecului strămoșilor megleno-românilor cu pecenegii, combătută de Capidan pe motivul că pecenegii au fost nimiciți de bizantini în luptele de la sfârșitul sec. XI, iar meglenoromânii au coborât abia în sec. XIII în Meglen, nu poate fi luată în considerare. Despre aceasta Densusianu spunea: „Propriu zis, nu avem nici o probă convingătoare pentru amestecul ori neamestecul megleniților cu pecenegii. Chestiunea rămâne nedecisă astfel, dar că ei au primit infiltrațiuni streine, că datoresc înfățișarea lor încrucișărei cu un element oriental, aceasta nu poate fi tăgăduit.” (idem, p. 370)
	Și concluzia pe care o trăgea Densusianu era: „Nimic nu ne îndreptățește să privim meglenita altfel decât ca un bloc eratic al dacoromânismului. Ceea ce trebuia să evidențieze Capidan în studiul său e posibilitatea de derivare a meglenitei mai ușor din româna sud-dunăreană decât din dacoromână. Aceasta nu reiese însă din expunerea d-sale, pentru că excluderile pe care le face la daco-românismul meglenitei rămân neconvingătoare și, în același timp, aduce în interpretările asupra dialectologiei noastre un element vag, presupunerea că ar fi existat la sudul Dunărei o zonă lingvistică mixtă în stare să explice genesa meglenitei.” (idem: 380-381)
	Capidan tranșa problema dialectului/subdialectului megleno-român în lucrarea sa din 1943, Timp și cultură. „Chestiunea dacă graiul megleniților reprezintă un dialect sau, cum susține O. Densusianu, un subdialect, n-are importanța pe care vrea să i-o dea autorul. Un grai, care s-a despărțit de atâtea veacuri din limba comună, nu se mai poate păstra într-un simplu subdialect. Cu atât mai mult, cu cât dialectul meglenit, ca unul care a fost izolat, este tot așa de greu de înțeles de aromâni ca și de daco-români. Dacă însă, după cum susține O. Densusianu, din complexul de particularități dialectale, divergente care rezultă din fonetismul consonantic au mai multă valoare pentru imprimarea caracterului de dialect, la aceasta răspund că în dialectul meglenit nicio particularitate nu se arată mai caracteristică față de dialectul daco-român decât aceea care rezultă din pronunțarea lui ce. ci ca țe, ți. Ea ține tocmai de fonetismul consonantic.” (Capidan, 1943: 429, nota 243) 
	Și mai departe dădea răspuns la cele semnalate de Densusianu: „Când am ajuns la convingerea că megleno-românii țin de grupul de români din sudul Dunării din care au ieșit aromânii, aceasta mi-am bazat-o mai mult pe identitatea ce prezintă graiul lor cu limba aromânilor în sensul că, întocmai ca dialectul aromân însă în spre deosebire de dialectul daco-român, megleniții nu cunosc rotacismul, nasalizarea și asimilarea r - n în n - n (arom., megl. serin, ancurun), în schimb au pronunțarea țe, ți pentru dacor. ce, ci. Acestea singure ar fi suficiente să dovedească originea sudică a dialectului meglenit.” (idem: 260) Această particularitate Densusianu o considera ca împrumut târziu de la aromâni, dar Capidan răspundea că este generalizată la megleno-români, astfel că nu poate fi considerartă împrumut. Acest lucru o arătau și elementele slave din dialectul megleno-român. Concluzia: „vechimea ei la megleno-români este așa de mare, încât nu mai poate fi vorba de un împrumut, ci de o particularitate a graiului românilor din sudul peninsulei balcanice, care și-a luat naștere înainte ca ei să fi fost despărțiți în aromâni și megleno-români.” (idem: 261)
	În legătură cu faptul că megleno-românii nu au coborât o dată cu aromânii spre sud, Capidan răspundea: „toate populațiunile din sudul peninsulei nu se găseau grupate numai la un singur loc, ca să se fi putut pune în mișcare toate dintr-odată; al doilea, pentru că nu în toate părțile răsăritene ale peninsulei și în toate epocele au existat aceleași condițiuni de nesiguranță. Probă despre aceasta ne procură faptul că actualele populațiuni românești din Balcani nu reprezintă, ca număr, întreaga romanitate din partea răsăriteană a peninsulei. Din această romanitate au dispărut vlahii din Rodope și din Tracia. Dispariția lor se explică numai din cauza că n-au urmat drumului de refugiu al populațiunilor aromânești. În vremurile de migrațiune ale populațiilor românești din peninsulă, mișcările nu erau uniforme și sincrone. Fiecare grupare se mișca când era nevoită și pe unde putea. Prin urmare, strămoșii meglenoromânilor s-au mișcat ceva mai târziu, adică atunci când au fost siliți să-și părăsească vechile lor ținuturi.” (idem: 262)
	Th. Capidan, referindu-se la soarta megleno-românilor, o compara cu cea a istro-românilor, urmași ai populației medievale românești din Dalmația sârbizată, care mai supraviețuiesc într-o insulă etnică din peninsula Istria, la poalele muntelui Maggiore. 
	„Aceeași soartă a avut-o și grupul de români dintre Dunăre și Balcani, întemeietori de Stat, prin răscoala fraților Petru și Asan, despre ale căror isprăvi ne dă, din văzute, atâtea amănunte istoriograful bizantin Nicetas Acominatos de la începutul sec. al XIII-lea, pe care G. Murnu l-a tradus și interpretat atât de magistral. Din acești români astăzi n-a mai rămas nimic, afară numai de megleno-români, care cu timpul au urmat drumul macedo-românilor, coborându-se în sudul Peninsulei, spre a se așeza în Macedonia, în satele din ținutul Meglen sau Caragiova. Admițând ca urmași ai acestor români pe meglenoromâni, implicit trebuie să recunoaștem apropierea sau chiar identitatea lor cu strămoșii aromânilor. În cazul acesta s-ar putea admite ipoteza că ei, găsindu-se în imediata apropiere de românii din stânga Dunării, să fi fost amestecați în bună parte cu aceștia. Această presupunere mi-o întemeiez, pe de o parte, pe apropierea dialectului megleno-român de cel daco-român, pe de alta, pe resturile de nume locale românești din nordul Bulgariei, relevate pentru întâia dată de C. Jireček, apoi studiate și completate de G. Weigand. Înfățișarea acestora, este mai mult daco-română decât aromână. În ce privește slavizarea completă a acestor români, ea nu se poate explica numai prin superioritatea poziției sociale și culturale a bulgarilor în mijlocul cărora trăiau, fiindcă, în cazul acesta, strămoșii macedo-românilor din Pind și Tesalia, ar fi fost și mai amenințați din partea grecilor. Probabil că în Balcani în cursul veacurilor vor fi avut loc deplasări de populațiuni. Ca megleno-românii, vor fi fost și alții care, din cauza îndepărtării lor prea mare de grupul central, se vor fi pierdut în mijlocul slavilor.” (Capidan, 1942: 149-150)
	„Dacă pentru cunoașterea trecutului macedo-românilor avem ... câteva date istorice, pe temeiul cărora ne putem face o idee despre originea și coborârea lor în sudul Peninsulei Balcanice, despre megleno-români nu avem nimic. În condițiunile acestea, singurul document din care se poate afla ceva despre originea lor este limba. După limbă, ei țin de grupul românilor din care au ieșit macedo-români, vorbind totuși un dialect deosebit de al acestora. Această deosebire în grai eu mi-am explicat-o din cauza izolării lor în nordul Peninsulei, acolo unde strămoșii lor au putut păstra mai multă vreme, decât macedo-românii, legături cu daco-românii.” (Capidan, 1942: 159)
	La editura Academiei Române a apărut, în anul 2002, lucrarea lingvistică Meglenoromâna astăzi, a prof. Petar Atanasov din Republica Macedonia. Această carte a pornit de la teza de doctorat, Megleno-româna astăzi. Fonetica și fonologia, susținută în anul 1979, la Skopje, iar o variantă a cărții a fost tipărită în anul 1990, la Hamburg, în limba franceză, seria Balkan-Archiv, sub titlul Le mégléno-roumain de nos jours. Une approche linguistique. Versiunea română „este o monografie completă, cuprinzând toate compartimentele dialectului megleno-român (fonetică, fonologie, morfologie, sintaxă și lexic). Ea se bazează pe descrierea dialectului meglenoromân vorbit în R. Macedonia și Grecia. Petar Atanasov, prin studii extinse la toate satele megleno-române, ajunge la concluzia că aceștia „au coborât spre regiunea Meglen pe drumuri localizate mult mai spre vest decât cel trasat de Capidan”. „Numeroasele elemente lexicale comune cu daco-româna, în special cu graiurile din nord-vestul teritoriului dacoromân (Banat, Crișana, Maramureș), iar unele și cu istro-româna, și multe alte concordanțe pot constitui argumente pentru o origine nord-dunăreană a megleno-românilor, și care sprijină considerabil teoria lui Densusianu.” (Atanasov, 2002: 27)
	Trebuie spus că anumite asemănări în grai, precum și în anumite caracteristici etno-psiho-fisice între megleno-români și locuitorii din Maramureș și Țara Oașului au fost relevate și de Tache Papahagi (vezi 1924, p. 232-234), dar în sens de posibilă colonizare de la sud la nord.
	Și alți lingviști români au fost preocupați de studiul dialectului megleno-român: Sextil Pușcariu, Al. Philippide, I. A. Candrea, Iosif Popovici, Dimitrie Onciul, Al. Rosetti, A. Procopovici, Ion Coteanu, George Ivănescu, Al. Rosetti, Nicolae Saramandu, Alexandru Graur, Andrei Avram, Matilda Caragiu-Marioțeanu, Elena Scărlătoiu.

### Emigrarea nântenilor
Emigrarea nântenilor (meglenoromânilor musulmani) a avut loc după războiului greco-turc, în anul 1923. Datorită religiei musulmane au fost considerați turci și forțați să emigreze. Probabil că datorită termenului scurt în care s-a produs această dislocare a nântenilor, ca și greutatea de răspuns a autorităților de la București, a făcut ca aceștia să se îndrepte spre Turcia, parteneră în schimbul de populație cu Grecia. Este trist însă că nu au fost preluați ulterior în Cadrilater. „Nântenii, conștienți de naționalitatea lor, mai mult de cât comunitatea religioasă ce-i lega de turci, au cerut, prin consulat, să fie colonizați în România, dar, neprimind un răspuns favorabil, s-au hotărât pentru Turcia”, relatează A. Hâciu, din cele ce aflase de la C. Noe. (Hâciu, 1936: 240, nota 5) Urmașii lor sunt găsiți astăzi în zona Edirne, în localitățile următoare, cu indicarea numărului de familii: Edirne (100?), Kirklareți (100), Babaescki (70), Lüleburgas (80), Uzunköprü (100?), Corlu (100?), Malkara (50), Balli (10), Gözsüzköy (50), Kalamiș (50), Hoșköy (20), Mürefte (5), Șarköy (80) – cf. Kahl, 1999: 34, harta 10. 
	Din punctul de vedere al cercetării românești de după 1990, nu putem spune nimic despre acești meglenoromâni din Turcia. Cu toate că distanța este mică până în această zonă, subfinanțarea cronică a cercetării, dublată de lipsa de interes a autorităților, face să se piardă posibilitatea realizării de studii asupra acestor latini musulmani, descendenți din mica comunitate meglenoromână. 

### Migrarea în Cadrilater
Războaiele balcanice din anii 1912-1913, cărora intervenția României împotriva Bulgariei le punea capăt, s-au finalizat prin Pacea de la București (1913). Pentru rezolvarea conflictelor care decurgeau din lăsarea în afara statelor naționale a mari contingente de populație a căror apartenență națională era revendicată de către acestea, a început a se aplica o politică de uniformizare etnică prin schimb de populație. Primul tratat s-a încheiat între Turcia și Bulgaria (29 septembrie 1913), prevăzându-se schimbul de populație din zona de graniță, pe o adâncime de 15 km, de o parte și de alta. Convenția de la Neuilly (27 noiembrie 1919) între Bulgaria și Grecia a dus la schimbul a 50000 de greci și 70000 de bulgari. În urma războiului dintre Grecia și Turcia, prin Convenția de la Lausanne (20 ianuarie 1923), se realiza cel mai însemnat schimb de populație, 500000 de turci plecau în Turcia, în locul lor fiind primiți 1200000 de greci din Asia Mică. O mare parte a grecilor veniți au fost așezați în Macedonia și Tracia, mărind astfel densitatea acestor zone locuite de o parte a aromânilor și meglenoromânilor. Într-o țară în plin dezastru economic, consecințele acestor masive deplasări de populație nu au întârziat să apară. Văzând loturile mari de populație de diferite naționalități care-și încărcau avutul și plecau în patriile lor, școlile închise, bisericile dărâmate, nesiguranța de zi cu zi și dezastrul economic, s-a format și în rândul macedoromânilor un curent național favorabil colonizării în România (această idee se cristalizează între anii 1923-1925, iar principalele centre au fost Meglenia, Veria, Vodena și Caterina), în fapt zone în care presiunea grecilor veniți din Asia a fost mai însemnată.
Dar iată cum ne înfățișează situația din Meglen un meglenoromân, Constantin Noe, care de altfel a avut un rol important în realizarea colonizării: „În această regiune mișcarea națională luase pe vremea stăpânirii turcești o așa de mare dezvoltare în cât partizanii culturii și bisericii grecești, aproape dispăruseră. În acea vreme era însă lupta pe viață și pe moarte între statele balcanice pentru convertirea la cultura lor a populațiilor creștine. Forurile grecești s-au înverșunat să câștige acest ținut. Românii megleniți au opus o rezistență din cele mai eroice. Au fost procese, temniți, atacuri de bande, omoruri de o parte și de alta. Toate acestea făcuseră acestui ținut, în ochii grecilor, reputația unui cuib antigrecesc stăpânit de dușmănie neînfrântă. Când, în fine, după războiul din 1913 și mai ales după victoria aliaților din 1918, autoritățile grecești au reluat administrarea acestui ținut, s-a pornit o prigoană fără milă și cruțare în contra românilor megleniți naționaliști. La această prigoană a pus vârf instalarea de coloniști în unele din satele meglenite. În timp ce se plămădeau aceste stări, românii din Macedonia vedeau cum fiecare neam de acolo se îndreaptă spre țara lui: bulgarii spre Bulgaria, turcii spre Turcia și așa mai departe. 
Astfel s-a trezit între ei, ca o supremă cale de mântuire, ideea de a emigra și ei în țara lor, în România.” (Noe, 1938: 125)
S-au dus tratative îndelungate în anii 1923-1925 cu autoritățile de la București pentru a se primi aprobarea și garanția de sprijin a statului român în privința colonizării în Cadrilater. 
La 30 noiembrie 1924, s-a desfășurat în Veria un mare congres, cu peste 400 de delegați, în chestiunea emigrării. Reprezentanții mecedoromânilor din România, la solicitarea comunităților din Grecia, au mărit presiunea asupra autorităților în vederea luării unei decizii favorabile colonizării. La 3 ianuarie 1925 se forma comitetul de inițiativă privind emigrarea macedoromânilor. Iată procesul verbal de constituire (cf. Noe, 1938: 131):
	„PROCES VERBAL Nr. 1
	Astăzi, 3 ianuarie 1925, subsemnații C. Noe, V. Muși, Dumitru Babuș, P. Marcu, Stere Hagigogu, N. Balamaci, T. Hagigogu și Dionisie Dumitru, sesizați fiind de scrisorile și adresele venite de la frații noștri din regiunile Meglenia, Veria, Vodena, care cer cu insistență să intervenim pe lângă guvernul român pentru a li se asigura imigrarea în țară, fiind nevoiți, altfel, a se expatria în alte țări, luând cunoștință de această stare de lucruri, ne constituim într-un Comitet de inițiativă cu scopul de a face demersurile necesare pentru realizarea doleanțelor acestor frați. 
	Ca atare hotărâm a alcătui un memoriu spre a-l prezenta guvernului român, luând contact cu d-nii Prim-ministru, Ministrul de Domenii, Ministrul de Finanțe și de Externe, precum și cu toți șefii partidelor de opoziție, pentru asigurarea a unor loturi în țară, a despăgubirilor pentru avutul ce emigranții vor lăsa în urma lor, înlesnirea călătoriei emigranților, finanțarea colonizării prin credite ieftine și cu termen lung pentru plata loturilor și achiziția inventarului necesar. 
	Comitetul va putea coopta orice persoană care ar fi socotită că poate ajuta scopului propus.
(ss) Const. Noe, Vasile Muși, P. Marcu, D. Babuș, N.A. Balamaci, Stere Hagigogu, T. Hagigogu, Dumitru Dionisie. 
	La o lună de la constituirea Comitetului, a venit la București o delegație
cu reprezentanți din patru mari regiuni din Grecia: regiunea Meglenia a avut ca delegați pe Iancu Cepi (pentru comuna aromânească Livezi), C. Noe și Hr. Iuffu (com. Lundzini, Oșani, Cupa); regiunea Veria era reprezentată de Stere Hagigogu; regiunea Vodena avea o delegație din patru comune compusă din George Celea, George Cușa, Dumitru Cușa, Tacu Celea (com. Gramaticova), Nicu Zdru (com. Cândrova), Gheorghe Popescu (com. Paticina), Dumitru Cațara și M. Bajdechi (com. Vodena); regiunea Caterina era reprezentată de George Colimitra și Nicolae Puiu (com. Caterina), Stere Buciumană și Mihali Guli (com. Kitros). 
	Comitetul de inițiativă se completa cu reprezentanții studențimii macedoromâne N. Parizor și N. Ionescu, precum și cu doi reprezentanți ai Societății Meglenia, Hr. Iuffu și D. Kehaia. 
	S-a realizat un memoriu către Primul Ministru prin care se arăta situația dificilă din Grecia și folosul pe care societatea românească urma să-l aibă în urma afluxului de macedoromâni în țară. Pentru regiunea Meglenia se cerea permisiunea imigrării a 371 de familii (Livezi – 150 familii, Cupa – 60, Lundzini – 66, Oșani – 95). 
	Prima decizie luată în vederea colonizării a fost a ministrului agriculturii Al. Constantinescu.  
	„DECIZIUNEA Nr. 6217
	Noi, Ministru Secretar de Stat la Departamentul Agriculturii și Domeniilor,
	Având în vedere necesitatea de a se centraliza și coordona lucrările privitoare la verificarea titlurilor, expropiere și colonizare în Dobrogea-Nouă.
	Decidem:
	Art. 1. Se înființează, pe lângă Casa Centrală a Împroprietăririi, un birou special care va ține la curent toate lucrările de verificare a titlurilor, expropiere și colonizare în Dobrogea-Nouă.
	Cu conducerea acestui birou se însărcinează d-l Inspector C. Zamfirescu.
	Art. 2. În județele Durostor și Caliacra se înființează câte o comisiune compusă din Inspectorul serviciilor agricole al circumscripției, Prefectul județului, Consilierul Agricol și Administratorul Financiar. Această comisiune va cerceta și indica terenurile ce urmează a fi rezervate pentru coloniștii Macedo-Români luând înțelegere în acest scop cu delegații coloniștilor. 
	Art. 3. D-l Director General al Casei Centrale a Împropietăririi este însărcinat cu aducerea la îndeplinire a dispozițiilor acestei decizii.
(ss) Al. Constantinescu” (cf. Noe, 1938: 132)
	În urma Jurnalului nr. 1698 din 13 iunie 1925, privitor la colonizări, s-a stabilit ca pentru fiecare colonist să se acorde un lot de 10 h în interiorul județului și 15 h în zonele de graniță, în cele două județe, Durostor și Caliacra, din Cadrilater. Colonizarea urma să se realizeze  atât cu macedoromâni cât și cu regățeni, în procente egale. 
	Societatea Meglenia a luat inițiativa să trimită în Grecia pe Demetru Kehaia, șef de serviciu la căile ferate, ca delegat în privința organizării imigrării. Acesta pleca la 12 iulie 1925 din București, la 14 iulie prezentându-se la Consulul General al României din Salonic. Tratativele cu guvernul grec au durat două luni. 
	Trebuie să înfățișăm atmostera din ținutul Megleniei la sosirea lui Demetru Kehaia: 
	„Prima comună unde am descins a fost Livezile, comuna natală a părinților mei. Fondatorul acestei comune a fost chiar bunicul meu, Celnicul Dincea Barba, care acum un secol și ceva, spre a scăpa de urgia satrapului Ali Pașa de Tepelin, distrugătorul frumoasei Gramoste și impilatorul poporului aromân, s-a retras cu fâlcarea sa în munții Caragiova, în ținutul Megleniei, unde a întemeiat prima comună «Sărai» - a cărei ruine există și astăzi, iar mai târziu, din cauza pământului mlăștinos, a pus temelia primei case, la o depărtare de circa un km de «Sărai», a comunei Livezi. Cu toate că curentul emigrării în această comună, care număra atunci peste 1000 case, una din cele mai înstărite comune ale Megleniei, era cam redus; și la aceasta influențaseră foarte mult tratativele interminabile de la Athena, totuși, la sosirea mea în comună, s-a produs un reveriment favorabil emigrărilor și în întreaga comună nu se vorbea decât de emigrare.
	A doua comună pe care am vizitat-o a fost Oșani unde doritorii de a emigra în țară erau în număr destul de important. Aci am descins la locuința d-lui Pampor, Directorul Școlii Primare, un vechi și inimos luptător pe tărâmul național. Timpul cât am stat la Oșani, casa d-lui Pampor se transformase în pelerinaj. 
	De aci, după ce am dat instrucțiunile cuvenite d-lui Pampor, lăsându-i și formularele necesare spre a fi completate și semnate de emigranți, am coborât în comunele Lugunța și Birislav, care sunt situate la poalele com. Oșani. 
	În com. Lundzini mi s-a făcut o primire atât de frumoasă încât m-a emoționat până la lacrimi. Bărbați și femei, bătrâni, flăcăi plini de viață mi-au ieșit întru întâmpinare la vreo 500 metri afară din comună urându-mi bun venit. Am zărit printre mulțime un moșneag care își făcea cruce plângând. Cu lacrimi de bucurie am fost întâmpinat aproape în toate comunele Megleniei, la Lugunța însă a culminat bucuria. 
	Aci am însărcinat pe învățătorul comunei, bătrânul și încercatul luptător naționalist d-l Noe, care, când am descins la Lundzini, în mijlocul mulțimii, a strigat «Fraților, bucurați-vă, a venit și Mesia al nostru!».
	Aș fi vrut să stau mai mult printre acești frați ospitalieri și plini de entuziasm, dar mă grăbeam, trebuia să câștig timpul pierdut la Salonic și Atena. După o ședere de 24 ore am părăsit Lundzini cu multă părere de rău reîntorcându-mă la Oșani pentru ca de aci să trec la Liumnița unde să găsesc cei mai bravi, cei mai inimoși români megleniți. 
	Și aci mi s-a făcut o primire destul de frumoasă și de unde, la început, erau foarte puțini înscriși pe tabloul emigrărilor, acum au început să defileze întreaga comună pe la locuința fruntașului român și președinte al Comunității române d-l Dimitrie Bandula, unde aveam reședința, cerând să fie înscriși pentru emigrare. Mi-a fost cu neputință să satisfac în întregime cererile, întrucât numărul emigranților pentru ținutul Megleniei a fost limitat la 400 familii din 1500 câte erau aprobate de guvernul român de atunci; restul 1100 familii urmând să fie înscrise din celelalte ținuturi ale Macedoniei grecești.
	De la Liumnița am trecut în comuna Cupa unde am fost foarte bine
primit, iar învățătorul Popa Țafa, la care am fost găzduit, mi-a dat tot concursul la întocmirea actelor celor care au fost înscriși să emigreze. De la Cupa m-am înapoiat din nou la Oșani unde a trebuit să concentrez toate cererile de emigrare și pentru care am avut concursul neprețuit al d-lui Pampor și a celorlalți d-ni institutori ai regiunii Meglenia.” (Noe, 1938: 142-143)
	În România se afla deja un grup de meglenoromâni refugiați din perioada războaielor balcanice (1912). Mulți dintre ei erau veterani ai războiului balcanic, fiind voluntari în campania din 1913, decorați cu Virtutea Militară cu spade. Familiile acestora s-au așezat în comuna Cocina, în anul 1925. Cei mai mulți erau originari din Liumnița și Oșani.
	Colonizarea a început a se realiza cu luna octombrie 1925. Vaporul
„Iași” a adus primul contingent de macedoromâni (200 familii). Aceștia au debarcat la Constanța în ziua de Sf. Dumitru, 26 octombrie 1925. Alte grupe de coloniști începuseră să sosească cu trenul, 70 de familii din localitatea Pleasa (Albania), colonizate în satul Susurluc. Astfel, sfârșitul anului 1925 reprezenta pentru macedoromâni un început în chestiunea colonizării în „Patria Mamă”. 
	În anul 1926, la 5 martie, soseau numeroși meglenoromâni din comunele Lundzini, Birislav și aromâni grămosteni din Livezi, iar la 15 aprilie veneau 160 familii din Cupa, Oșani și Liumnița. Urmează succesiv alte transporturi de aromâni și meglenoromâni. Meglenoromânii, în mare parte au venit în anii 1925-1926, fiind așezați în satele din județul Durostor: Cocina (35 familii din Liumnița și Oșani), Cazimir (27 familii din Cupa), Capaclia (70 familii din Lundzini și Birislav), Bazarghian și Aidodu (114 familii din Oșani), Strebărna (40 familii din Liumnița), Vischioi (30 familii din Liumnița), Cadichioi (35 familii din Liumnița), Haschioi (40 familii din Liumnița), Sarsanlar (40 familii din Liumnița), Doimușlar. Avem deci, în anul 1926, în cele zece sate, aproximativ 431 familii de meglenoromâni (socotind în medie 5 persoane/ familie, rezultă 2155 persoane). Numărul lor, până în anul 1938 s-a mărit probabil cu încă 3-400 de persoane, prin întregiri de familii, astfel că nu putem vorbi decât de aproximativ 2500 de meglenoromâni veniți prin colonizare.
	Se observă faptul că aceste sate erau plasate în interiorul județului, spre Dunăre, fiind ferite de conflictele provocate de comitagii din zona de graniță.  
Strămutarea în Dobrogea de Nord 
(com. Cerna, jud. Tulcea) în anul 1940
	În urma tratatului de la Craiova (7 septembrie 1940) prin care se ceda Cadrilaterul, s-a realizat, la cererea autorităților române, schimbul de populație dintre Bulgaria și România. Nu se știe care a fost logica unor astfel de hotărâri, având în vedere faptul că existau deja, în țară, numeroși refugiați din Basarabia și nordul Bucovinei, precum și din Ardealul cedat prin Dictatul de la Viena. Ipoteza mea ar fi că autoritățile ar fi dorit o protecție a nordului Dobrogei în fața pretențiilor exagerate bulgărești, care agitau ideea ocupării și acestui teritoriu. Prin plecarea celor 60000 de bulgari și aducerea celor 130000 de români, s-a urmărit probabil domolirea pretențiilor bulgărești prin dispariția acestei populații de pe teritoriul Dobrogei de Nord și întărirea statalității românești pe teritoriul rămas în urma amputărilor teritoriale. Dar, cu acest procedeu de schimb de populație, s-a pierdut orice speranță de revenire a Cadrilaterului la România, la încheierea celui de-al doilea război mondial. 	După o perioadă de trei luni în care au locuit în sate din jud. Ialomița, meglenoromânii au fost colonizați compact în com. Cerna, jud. Tulcea, în urma părăsirii acestei localități de către populația  bulgărească. În această comună au venit inițial 270 familii de meglenoromâni și 158 familii de aromâni. În anii 1940-48 aromânii au plecat în alte comune din Dobrogea, precum și în alte zone ale țării, în căutarea unui trai economic mai bun. Câteva familii de meglenoromâni au ajuns în Banat, în jud. Timiș, comunele Variași și Biled (Coman, 2003: 18), precum și în com. Bulgăruș (din informația lui Mihai Liveanu). Aceste familii au fost deportate de autoritățile comuniste în Bărăgan, în anul 1951, datorită unui conflict la granița yugoslavă, precum și a rezistenței față de colectivizarea agricolă. 
	Comuna Cerna este situată în vestul județului Tulcea, la 55 km de orașul Tulcea, 25 km de orașul Măcin, într-o zonă deluroasă. Comuna Cerna  are în jurisdicție administrativă alte trei sate, locuite de dacoromâni: Gen. Praporgescu (12 km), Mircea Vodă (10 km), Traian (8 km). În comună există biserica cu hramul Sf. Arh. Mihail și Gavril, biserică construită de bulgari la anul 1890 (a mai existat o biserică cu același hram sfințită la 8 noiembrie 1864). Comuna era locuită înainte de anul 1940 de bulgari (găgăuți – creștini vorbitori de limbă turcă, reprezentând în anul 1935 aproximativ 85% din populația satului). La începutul secolului comuna era compusă din Cerna și cătunul Piatra Roșie (întemeiat de coloniști italieni, lucrători la cariera de piatră).
În această comună meglenoromânii s-au grupat în funcție de comunele din Grecia de unde proveneau: familiile de băștinași care erau deja grupate în estul comunei (în principal bulgari și români); în sud-est liumnicanii (din com. Liumnița); în nord lundzineții (com. Lundzini); în centru, nord și nord-est ușineții (com. Oșani); în est cupineții (din com. Cupa). 
	Cele mai multe case din Cerna sunt construcții noi cu temelie de piatră, cu ziduri groase din cărămidă, pământ și paie, cu acoperiș de tablă sau țiglă. Se întâlnesc însă și multe case vechi bulgărești formate din trei camere, cu prispă sprijinită de stâlpi de lemn (5-6 stâlpi), ziduri din pământ cu paie (ciamur), fundație de piatră și acoperiș de olană.
	Obiective culturale ale comunei: Școala generală Panait Cerna, clase 1-8 și 2 clase (9-10) ucenici; grădiniță; Cămin cultural; casa memorială Panait Cerna; biblioteca comunală; discoteca Meglenia; salonul de nunți.

### Situația actuală a meglenoromânilor. Număr și răspândire geografică
În Grecia meglenoromânii se află în localitățile lor de baștină: Liumnița, Cupa, Oșani, Birislav, Lundzini, Târnareca. Locuiesc și în com. Nânta, dar proveniți din comunele înconjurătoare după golirea acesteia în urma plecării megleniților musulmani. Ei locuiesc, așa cum aflăm din lucrarea lui Petar Atanasov, Meglenoromâna astăzi, și în orașele principale din Grecia: Aridea, Axiupolis, Salonic, Vodena, Atena. De asemenea, locuiesc într-o seamă de localități din Republica Macedonia, în marile orașe și în comunele de graniță Huma, Gevgelija și Bogoradica. După războiul civil din Grecia 1946-1949, „când unele dintre comunele meglenoromâne au fost incendiate și o bună parte din populația meglenoromână a luat drumul exilului, stabilindu-se în aproape toate fostele țări socialiste europene și în fosta Uniune Sovietică. În ultimele trei - patru decenii, mulți dintre acești refugiați meglenoromâni, din dorința de a se apropia cât mai mult de locul natal, s-au stabilit în R. Macedonia, iar unii în Grecia.” (Atanasov, 2002: 7)
	Numărul meglenoromânilor credem că nu poate depăși astăzi cifra de 9000-10000 de persoane. Virgil Coman (1999: 3) dădea, pentru meglenoromânii din România, numărul de 820 familii, dintre care aproximativ 230 familii mixte. Viitorul lingvistic și cultural merge spre asimilare și aculturație. Probabil,și în două generații, maxim 50 de ani, din dialectul meglenoromân va rămâne doar istorie. Numărul mic și răspândirea pe o vastă arie, în teritoriul mai multor state, va face ca acest dialect să dispară. Politici culturale la inițiativa statului român în parteneriat cu celelalte state balcanice, dublate de o susținere europeană pentru supraviețuirea acestui dialect, ar putea însă să producă un interes în folosirea și prezervarea dialectului.